# Dasychira cyanea
Dasychira cyanea är en fjärilsart som beskrevs av Matsumura. Dasychira cyanea ingår i släktet Dasychira och familjen tofsspinnare. Inga underarter finns listade i Catalogue of Life.